# Ivan Lendl
Pour les articles homonymes, voir Lendl.
Ivan Lendl, né le 7 mars 1960 à Ostrava, est un joueur de tennis tchécoslovaque naturalisé américain depuis 1992. 
Professionnel entre 1978 et 1994, Lendl a remporté 94 titres en simple sur le circuit ATP pour un total de 147 titres, dont quinze titres majeurs, incluant huit titres du Grand Chelem, cinq Masters et deux WCT Finals.
Considéré comme l'un des plus grands joueurs de tous les temps ,, il s'est particulièrement illustré à l’US Open, dont il a disputé huit finales consécutives et remporté trois titres entre 1985 et 1987, ainsi qu'à Roland-Garros qu'il s'est adjugé à trois reprises pour cinq finales, mais n'a en revanche jamais gagné le tournoi de Wimbledon, dont il a pourtant atteint la finale à deux reprises.
Il est le joueur le plus titré de l'histoire aux Grand Prix Championship Series, ancêtres des Masters 1000, avec 22 victoires. Il a également remporté, en 1980, la Coupe Davis avec l'équipe de Tchécoslovaquie. 
Lendl atteint la première place mondiale pour la première fois le 28 février 1983, et termine numéro un au terme des saisons 1985, 1986, 1987 et 1989, pour un total de 270 semaines cumulées. Il a gagné cinq fois le Masters de tennis, performance que seuls Pete Sampras, Roger Federer et Novak Djokovic ont réalisée depuis. Il est l'unique joueur de cette compétition à être parvenu 9 fois consécutivement en finale, et 12 fois d'affilée en demi-finale.  
Il est également détenteur du record de six titres au Masters 1000 du Canada. 
Meilleur joueur de l'histoire du tennis tchèque, Ivan Lendl est membre de l'International Tennis Hall of Fame depuis 2001.
Polyglotte averti, Ivan Lendl parle tchèque, polonais, russe, anglais et allemand.

## Biographie

### La révolution Lendl dans le tennis pro
Lendl a marqué l'histoire du tennis par son jeu de fond de court, plus offensif que ceux de ses prédécesseurs (Björn Borg, Guillermo Vilas) mais aussi par son professionnalisme à toute épreuve. Ivan Lendl effectuait une préparation physique et stratégique très poussée avec son entraîneur l'Australien Tony Roche, ancien vainqueur de Roland-Garros 1966.
Le public, notamment français, soutenait peu Lendl, lui reprochant un côté froid voire antipathique. Lendl possède un des plus beaux palmarès de l'histoire du tennis moderne : 270 semaines numéro un mondial à l'ATP, 8 tournois du Grand Chelem, 147 titres (dont 94 enregistrés par l'ATP), 1 coupe Davis (en 1980).
John McEnroe, un de ses adversaires les plus acharnés, reconnaît dans sa biographie que Lendl était un adversaire redoutable qui transforma plus le tennis qu'aucun de ses contemporains immédiats.
L'approche extrêmement posée qu'adoptent certains pros d'aujourd'hui se situe dans la droite lignée de ce qui a fait d'Ivan Lendl un des plus grands champions du XXe siècle. Lendl fournit un travail de tous les instants et une approche méthodique parfaitement adaptée aux exigences du sport moderne.
Si elle peut aujourd'hui paraître classique, la préparation Lendl (que subit le jeune Sampras à l'hiver 1989-1990, peu avant son premier triomphe à l'US Open) détonnait dans les années 1980. Les joueurs de l'époque ne se refusaient ni sorties, ni boissons. Les standards minimaux de diététique étaient peu élevés à l'époque. Avec Lendl, tout a changé et le tennis est entré dans l'ère du professionnalisme.[réf. nécessaire]

### Famille et débuts
Ivan Lendl est issu d'une famille de joueurs de tennis (sa mère était numéro un tchécoslovaque). En junior, il remporte l'Orange Bowl en 1976 et 1977, puis gagne les éditions juniors de Roland-Garros et Wimbledon en 1978. Il devient alors le premier champion du monde juniors de l'histoire la même année. Rapidement, il s'imposa sur le grand circuit où régnaient encore les 4 as de l'époque, Björn Borg, Jimmy Connors, John McEnroe et Guillermo Vilas. Vainqueur de 7 tournois en 1980, il atteignit sa première finale de Grand Chelem à Roland-Garros en 1981, où il prit deux sets à Björn Borg, qui remportait là son dernier titre du Grand Chelem. Jusqu'en 1984, Ivan Lendl traîna la réputation d'être ce que Connors appelait une « poule mouillée ». En effet, il parvenait à s'imposer très souvent sur le circuit avec 10 titres en 1981, 15 en 1982, 7 en 1983, mais échouait sans cesse en finale de Grand Chelem. Toutes ces victoires lui permettent de devenir numéro 1 mondial en février 1983, alors qu'il n'a pas encore remporté de tournoi du Grand Chelem.
Lendl avait échoué à l'US Open 1982 contre Connors, 1983 à nouveau contre Connors, en Australie la même année face à Mats Wilander, ainsi qu'aux Masters 1980 et 1983. Comme grands titres, à la veille de la saison 1984, il ne comptait que deux Masters (1981, 1982) et une coupe Davis (1980).

### Le duel avec McEnroe
Mais sa persévérance finit par l'emporter sur McEnroe : à Roland-Garros en 1984, dans une finale épique, il remonta de deux sets à zéro, trois balles de break dans la 3e manche pour finalement s'imposer contre un Américain effondré.
À 24 ans, beaucoup plus tardivement que les autres grands joueurs de son sport, Lendl entrait dans l'histoire. Il laissa certes la suite de la saison 1984 à McEnroe (qui le battit à l'US Open), avant de prendre définitivement le dessus sur l'Américain en 1985, chez lui, lors de l'US Open.
Alors qu'il avait perdu face à Wilander le tournoi de Roland-Garros en 1985, et que McEnroe avait été surpris en quarts de Wimbledon par le Sud-Africain Kevin Curren, les deux joueurs se retrouvèrent à jouer la première place mondiale en finale de l'US Open. En fait de match, on assista au cavalier seul du Tchécoslovaque, qui prenait la première place mondiale pour les 3 années qui suivirent. John McEnroe ne regagna plus de Grand Chelem. Lendl enchaîna par une victoire au Masters 1985.
Les duels Lendl-McEnroe avaient ceci de particulier qu'ils constituaient une opposition totale : le côté pince-sans-rire, froid, méthodique d'un joueur de fond de court travailleur contre l'approche inspirée d'un génie du jeu d'attaque, souvent incontrôlable. Cette opposition, qui connut un apogée dramatique à Roland-Garros en 1984, s'acheva avec la crise de confiance que connut l'Américain à la fin de 1985. Resteraient les souvenirs et pour McEnroe, les regrets de ne pas avoir gagné le grand titre qui lui manque.
Comme un symbole, c'est en finale face à John McEnroe qu'Ivan Lendl remporte le 3 novembre 1985 le Tournoi d'Anvers, pour la troisième fois depuis 1982. Il devient ainsi le premier joueur de tennis à remporter la « raquette de diamants », une raquette de quatre kilogrammes d'or sertie de 1 700 diamants, estimée à un million d'euros, qui récompense tout triple vainqueur de ce tournoi au cours de cinq années consécutives. À ce jour, il est le seul joueur masculin à avoir réalisé cette performance (Amélie Mauresmo, chez les femmes, l'a réalisée en 2007). Ce succès sacre Ivan Lendl, qui règne désormais sur le tennis mondial.

### Le règne 1985-1990
En 1986, il écrasa la concurrence à Paris et à New York mais échoua en finale de Wimbledon face au jeune Allemand de l'ouest Boris Becker. Pour Lendl, le tournoi londonien allait devenir son chemin de croix. Une 4e victoire au Masters ne corrigeait pas ce sentiment. Il remporte ce qui va devenir le futur Masters de Miami sur un format de 7 tours comme pour les tournois du Grand Chelem mais avec des matchs en 5 sets uniquement les trois derniers tours.
En 1987, Lendl continua sur sa lancée, remportant les titres parisien (Roland-Garros) et new-yorkais (US Open et Masters). Mais encore une fois il échoua à Wimbledon, cette fois face à l'Australien Pat Cash, joueur fragile et fantasque qui se trouvait cette année-là en état de grâce. Au 1er tour de l'US Open 1987, il inflige à Barry Moir le quatrième 6-0, 6-0, 6-0 de l'ère Open en Grand Chelem (5 en tout, 1 en 1968 et 1993 et 2 en 1987) et le seul à l'US Open.
1988, l'« année Wilander », voit Lendl échouer partout : en Australie, autre tournoi qui se refusait à lui, en France, à Londres et à l'US Open. Même le Masters ne lui sourit pas. Beaucoup pensaient alors qu'entre le Suédois de 25 ans et le Tchécoslovaque de 28 ans le flambeau venait de passer. Et pourtant Wilander, à la fin de son petit chelem, eut beau prendre la première place de Lendl, il ne s'y maintint que 20 semaines avant que Lendl ne récupère sa première place jusqu’à l'été 1990.
En 1989, il remporte le tournoi de Key Biscayne futur Masters de Miami sur un format de 7 tours et matchs en 5 sets comme pour les tournois du Grand Chelem mais n'en joue que 6 pour remporter le titre, son adversaire en finale Thomas Muster ayant déclaré forfait victime d'un chauffard. Il parvient à s'imposer en Australie à deux reprises (face à Mečíř et Edberg) mais échoue à Roland-Garros en huitième de finale dans un match, resté dans les mémoires, face au jeune Américain Michael Chang. En 5 sets, cet adolescent de 17 ans, perclus de crampes à la fin de son match, triomphe du favori et numéro un mondial. Usant de tous les stratagèmes possibles, n'hésitant pas à servir à la cuillère ou à se placer à proximité de la ligne de carré de service pour retourner, Chang provoque la fureur du Tchécoslovaque qui quitte Roland-Garros et n'y revient qu'en 1992 : il voulait se consacrer à Wimbledon, son tournoi maudit. Pourtant, Chang, avec ce service cuillère, ne fit que reproduire ce que Lendl lui-même osa faire à McEnroe au début des années 1980.

### Le lent déclin
Il concentre ses efforts sur Wimbledon, en vain. Le joueur de fond de court qu'il était ne pouvait rivaliser avec les excellents joueurs de gazon (McEnroe, Edberg et Becker). Avec sa finale à l'Open d'Australie en 1983, il comptabilise trois finales sur gazon. Il perd également la finale de l'US Open 1989, sa 8e consécutive à New York (record absolu).
Les dernières années ne sont qu'un lent recul : dernière finale en grand chelem face à Becker à l'Open d'Australie 1991, dernière demi-finale à l'US Open la même année face à Edberg, il quitte les 10 meilleurs mondiaux de mai à août 1992 (alors qu'il venait de prendre la nationalité américaine) puis en sort définitivement en août 1993 après le Masters de Cincinnati. À la suite de ses défaites précoces au premier tour de Roland-Garros contre le modeste Français Stéphane Huet 294e mondial et au deuxième à Wimbledon contre Arnaud Boetsch, rattrapé par des problèmes de dos, il abandonne le tennis professionnel au deuxième tour de l'US Open fin août 1994. Il était alors 30e au classement ATP. 

### Retraite et reconversion

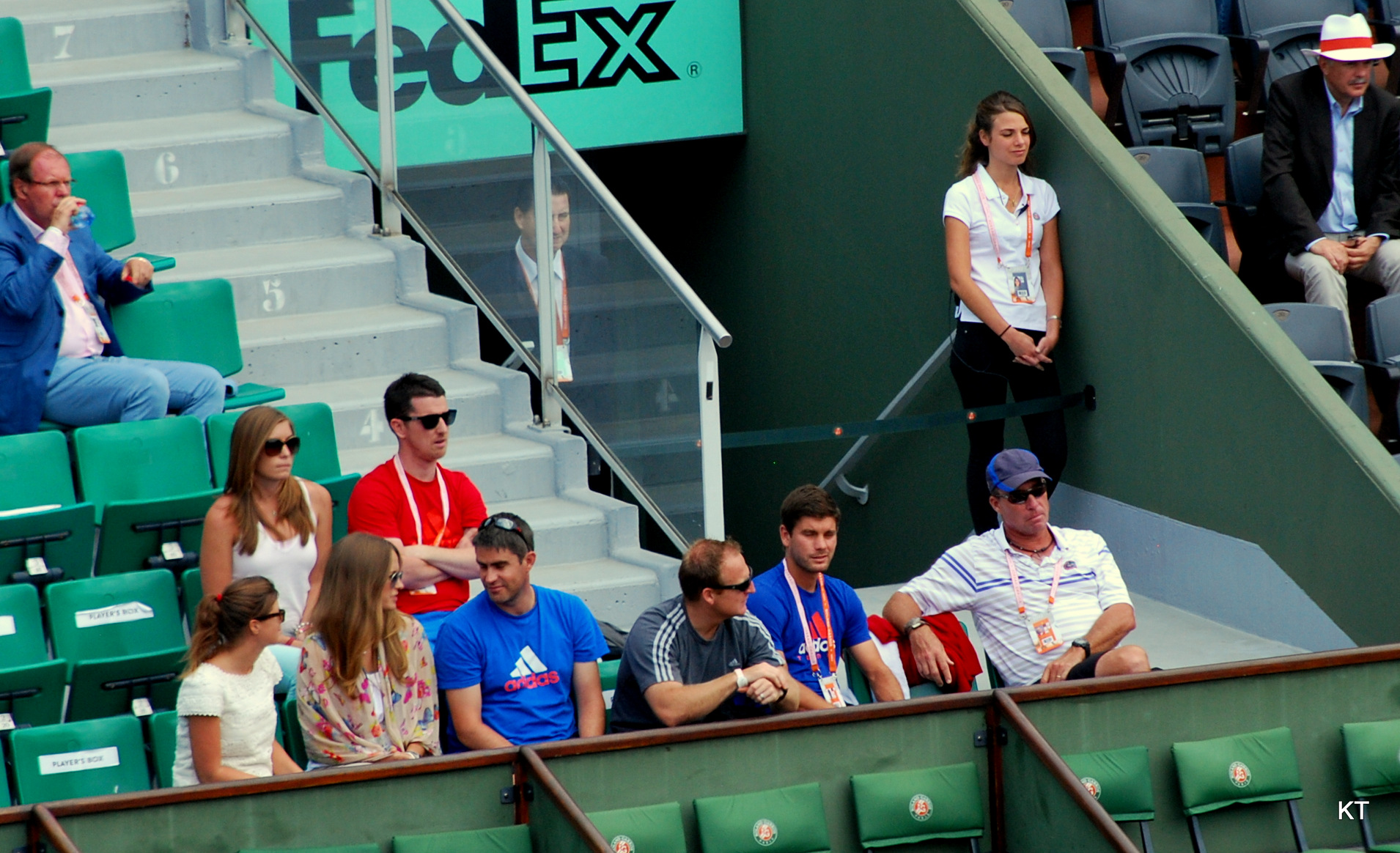
Le « clan Murray » à Roland-Garros en 2012, avec Ivan Lendl à droite.

Après sa retraite, Ivan Lendl se reconvertit quelque temps dans le golf, où il ne connait guère de succès. 
En janvier 2012, Ivan Lendl devient l'entraîneur d'Andy Murray, joueur écossais alors no 4 mondial. Selon ce dernier, « [L'influence de Lendl] sur le jeu a été indiscutable. Il apportera une expérience, un savoir que peu d'autres auraient pu m'apporter, notamment lors des gros tournois ». Ainsi, le Britannique accède la même année à la finale de Wimbledon et gagne les Jeux olympiques d'été de 2012, chez lui, au Royaume-Uni. Quelques mois plus tard, le Britannique remporte l'US Open, le premier tournoi du Grand Chelem de sa carrière, après quatre finales perdues. Il imite ainsi son entraîneur, qui avait lui aussi dû attendre sa cinquième finale pour remporter son premier titre majeur. Andy Murray domine également Wimbledon en 2013, remportant ainsi le seul tournoi du Grand Chelem qui a échappé à son entraîneur. La collaboration entre Lendl et Murray cesse toutefois en mars 2014. 
Ivan Lendl réintègre l'équipe d'Andy Murray en juin 2016, juste après la défaite du joueur écossais en finale de Roland-Garros. A. Murray réalise alors une deuxième partie de saison exceptionnelle, remportant Wimbledon, la médaille d'or du tournoi de simples aux Jeux Olympiques de Rio puis, pour la première fois, le Masters de Londres, s'adjugeant à cette occasion la première place mondiale. Les deux hommes se séparent en novembre 2017. 
Le 21 août 2018, il intègre le staff d'Alexander Zverev. Avec Lendl dans son équipe, l'Allemand remporte le Masters de fin d'année. Un an plus tard, le 20 juillet 2019, Zverev n'hésite cependant pas à critiquer l'attitude de Lendl, qui, selon lui, ne serait pas assez impliqué dans sa tâche.
Ivan Lendl devient une nouvelle fois l'entraîneur d'Andy Murray en mars 2022 et le reste jusqu'en novembre 2023.

## Collectionneur d'art
Ivan Lendl est aussi un collectionneur d'art. Il possède la plus importante collection privée d'affiches et panneaux décoratifs consacrée à l'affichiste et peintre tchèque Alfons Mucha,. Il commença à réunir les œuvres de Mucha à partir de 1980, dont 116 tirages originaux sur les 119 existants.

## Parcours dans les tournois duGrand Chelem

### En simple
| Année | Open d'Australie | Open d'Australie | Internationaux de France | Internationaux de France | Wimbledon       | Wimbledon     | US Open         | US Open       | Open d'Australie | Open d'Australie |
| ----- | ---------------- | ---------------- | ------------------------ | ------------------------ | --------------- | ------------- | --------------- | ------------- | ---------------- | ---------------- |
| 1978  | n.o.             | n.o.             | 1er tour (1/64)          | J. L. Clerc              | —               | —             | —               | —             | —                | —                |
| 1979  | n.o.             | n.o.             | 1/8 de finale            | V. Gerulaitis            | 1er tour (1/64) | P. McNamara   | 2e tour (1/32)  | R. Tanner     | —                | —                |
| 1980  | n.o.             | n.o.             | 3e tour (1/16)           | B. Gottfried             | 3e tour (1/16)  | C. Dibley     | 1/4 de finale   | J. McEnroe    | 2e tour (1/32)   | P. Dupré         |
| 1981  | n.o.             | n.o.             | Finale                   | B. Borg                  | 1er tour (1/64) | C. Fancutt    | 1/8 de finale   | V. Gerulaitis | —                | —                |
| 1982  | n.o.             | n.o.             | 1/8 de finale            | M. Wilander              | —               | —             | Finale          | J. Connors    | —                | —                |
| 1983  | n.o.             | n.o.             | 1/4 de finale            | Y. Noah                  | 1/2 finale      | J. McEnroe    | Finale          | J. Connors    | Finale           | M. Wilander      |
| 1984  | n.o.             | n.o.             | Victoire                 | J. McEnroe               | 1/2 finale      | J. Connors    | Finale          | J. McEnroe    | 1/8 de finale    | K. Curren        |
| 1985  | n.o.             | n.o.             | Finale                   | M. Wilander              | 1/8 de finale   | H. Leconte    | Victoire        | J. McEnroe    | 1/2 finale       | S. Edberg        |
| 1986  | n.o.             | n.o.             | Victoire                 | M. Pernfors              | Finale          | Bo. Becker    | Victoire        | M. Mečíř      | n.o.             | n.o.             |
| 1987  | 1/2 finale       | P. Cash          | Victoire                 | M. Wilander              | Finale          | P. Cash       | Victoire        | M. Wilander   | n.o.             | n.o.             |
| 1988  | 1/2 finale       | P. Cash          | 1/4 de finale            | J. Svensson              | 1/2 finale      | Bo. Becker    | Finale          | M. Wilander   | n.o.             | n.o.             |
| 1989  | Victoire         | M. Mečíř         | 1/8 de finale            | M. Chang                 | 1/2 finale      | Bo. Becker    | Finale          | Bo. Becker    | n.o.             | n.o.             |
| 1990  | Victoire         | S. Edberg        | —                        | —                        | 1/2 finale      | S. Edberg     | 1/4 de finale   | P. Sampras    | n.o.             | n.o.             |
| 1991  | Finale           | Bo. Becker       | —                        | —                        | 3e tour (1/16)  | D. Wheaton    | 1/2 finale      | S. Edberg     | n.o.             | n.o.             |
| 1992  | 1/4 de finale    | S. Edberg        | 2e tour (1/32)           | J. Oncins                | 1/8 de finale   | G. Ivanišević | 1/4 de finale   | S. Edberg     | n.o.             | n.o.             |
| 1993  | 1er tour (1/64)  | C. Bergström     | 1er tour (1/64)          | S. Huet                  | 2e tour (1/32)  | A. Boetsch    | 1er tour (1/64) | N. Borwick    | n.o.             | n.o.             |
| 1994  | 1/8 de finale    | P. Sampras       | 1er tour (1/64)          | A. Boetsch               | —               | —             | 2e tour (1/32)  | B. Karbacher  | n.o.             | n.o.             |

N.B. : à droite du résultat se trouve le nom de l'ultime adversaire.

#### Victoires: (8)
| Année | Tournoi              | Adversaire en finale | Score                   |
| 1984  | Roland-Garros        | John McEnroe         | 3-6, 2-6, 6-4, 7-5, 7-5 |
| 1985  | US Open              | John McEnroe         | 7-6, 6-3, 6-4           |
| 1986  | Roland-Garros (2)    | Mikael Pernfors      | 6-3, 6-2, 6-4           |
| 1986  | US Open (2)          | Miloslav Mečíř       | 6-4, 6-2, 6-0           |
| 1987  | Roland-Garros (3)    | Mats Wilander        | 7-5, 6-2, 3-6, 7-6      |
| 1987  | US Open (3)          | Mats Wilander        | 6-7, 6-0, 7-6, 6-4      |
| 1989  | Open d'Australie     | Miloslav Mečíř       | 6-2, 6-2, 6-2           |
| 1990  | Open d'Australie (2) | Stefan Edberg        | 4-6, 7-6, 5-2, ab.      |

#### Finales: (11)
| Année | Tournoi              | Adversaire en finale | Score                   |
| 1981  | Roland-Garros        | Björn Borg           | 6-1, 4-6, 6-2, 3-6, 6-1 |
| 1982  | US Open              | Jimmy Connors        | 6-3, 6-2, 4-6, 6-4      |
| 1983  | US Open (2)          | Jimmy Connors        | 6-3, 6-7, 7-5, 6-0      |
| 1983  | Open d'Australie     | Mats Wilander        | 6-1, 6-4, 6-4           |
| 1984  | US Open (3)          | John McEnroe         | 6-3, 6-4, 6-1           |
| 1985  | Roland-Garros (2)    | Mats Wilander        | 3-6, 6-4, 6-2, 6-2      |
| 1986  | Wimbledon            | Boris Becker         | 6-4, 6-3, 7-5           |
| 1987  | Wimbledon (2)        | Pat Cash             | 7-6, 6-2, 7-5           |
| 1988  | US Open (4)          | Mats Wilander        | 6-4, 4-6, 6-3, 5-7, 6-4 |
| 1989  | US Open (5)          | Boris Becker         | 7-6, 1-6, 6-3, 7-6      |
| 1991  | Open d'Australie (2) | Boris Becker         | 1-6, 6-4, 6-4, 6-4      |

### En double
| Année | Open d'Australie | Open d'Australie | Internationaux de France                                                            | Internationaux de France                                                           | Wimbledon                                                                        | Wimbledon                                                                  | US Open                                                                       | US Open | Open d'Australie                                                                  | Open d'Australie |
| ----- | ---------------- | ---------------- | ----------------------------------------------------------------------------------- | ---------------------------------------------------------------------------------- | -------------------------------------------------------------------------------- | -------------------------------------------------------------------------- | ----------------------------------------------------------------------------- | ------- | --------------------------------------------------------------------------------- | ---------------- |
| 1978  | n.o.             | n.o.             | 1er tour (1/32) P. Složil \|\| style="text-align:left;" \| G. Toulon V. Winitsky    | —                                                                                  | —                                                                                | —                                                                          | —                                                                             | —       | —                                                                                 |                  |
| 1979  | n.o.             | n.o.             | 1er tour (1/32) P. Složil \|\| style="text-align:left;" \| P. Bertolucci A. Panatta | 1er tour (1/32) P. Složil \|\| style="text-align:left;" \| A. Amritraj V. Amritraj | —                                                                                | —                                                                          | —                                                                             | —       |                                                                                   |                  |
| 1980  | n.o.             | n.o.             | 1/2 finale W. Fibak \|\| style="text-align:left;" \| B. Gottfried R. Ramírez        | —                                                                                  | —                                                                                | 1/8 de finale W. Fibak \|\| style="text-align:left;" \| P. Feigl J. Fillol | 1er tour (1/32) B. Scanlon \|\| style="text-align:left;" \| M. Estep P. Kronk |         |                                                                                   |                  |
| 1981  | n.o.             | n.o.             | —                                                                                   | —                                                                                  | —                                                                                | —                                                                          | —                                                                             | —       | —                                                                                 | —                |
| 1982  | n.o.             | n.o.             | —                                                                                   | —                                                                                  | —                                                                                | —                                                                          | —                                                                             | —       | —                                                                                 | —                |
| 1983  | n.o.             | n.o.             | —                                                                                   | —                                                                                  | —                                                                                | —                                                                          | —                                                                             | —       | —                                                                                 | —                |
| 1984  | n.o.             | n.o.             | —                                                                                   | —                                                                                  | —                                                                                | —                                                                          | —                                                                             | —       | 1/8 de finale V. Amritraj \|\| style="text-align:left;" \| J. Nyström M. Wilander |                  |
| 1985  | n.o.             | n.o.             | —                                                                                   | —                                                                                  | 2e tour (1/16) C. Fancutt \|\| style="text-align:left;" \| P. Fleming J. McEnroe | —                                                                          | —                                                                             | —       | —                                                                                 |                  |

N.B. : le nom du ou de la partenaire se trouve sous le résultat ; les noms des ultimes adversaires se trouvent à droite.

## Parcours aux Masters
| Masters Cup | Masters Cup                                              | Masters Cup      |
| Année       | Résultat                                                 | Adversaire       |
| ----------- | -------------------------------------------------------- | ---------------- |
| 1980        | Finale                                                   | Björn Borg       |
| 1981        | Victoire                                                 | Vitas Gerulaitis |
| 1982        | Victoire                                                 | John McEnroe     |
| 1983        | Finale                                                   | John McEnroe     |
| 1984        | Finale                                                   | John McEnroe     |
| 1985        | Victoire                                                 | Boris Becker     |
| 1986        | Victoire                                                 | Boris Becker     |
| 1987        | Victoire                                                 | Mats Wilander    |
| 1988        | Finale                                                   | Boris Becker     |
| 1989        | 1/2 finale \|\| style="text-align:left" \| Stefan Edberg |                  |
| 1990        | 1/2 finale \|\| style="text-align:left" \| Stefan Edberg |                  |
| 1991        | 1/2 finale \|\| style="text-align:left" \| Pete Sampras  |                  |
| 1992        | Forfait                                                  | Échec            |

### Victoires: (5)
| Année | Date          | Nom et lieu du tournoi | Surface  | Finaliste        | Score                   |
| ----- | ------------- | ---------------------- | -------- | ---------------- | ----------------------- |
| 1981  | 13-17 janvier | New York               | Moquette | Vitas Gerulaitis | 6-7, 2-6, 7-6, 6-2, 6-4 |
| 1982  | 18-23 janvier | New York               | Moquette | John McEnroe     | 6-4, 6-4, 6-2           |
| 1985  | 14-19 janvier | New York               | Moquette | Boris Becker     | 6-2, 7-6, 6-3           |
| 1986  | 3-8 décembre  | New York               | Moquette | Boris Becker     | 6-4, 6-4, 6-4           |
| 1987  | 2-7 décembre  | New York               | Moquette | Mats Wilander    | 6-2, 6-2, 6-3           |

### Finales: (4)
| Année | Date          | Nom et lieu du tournoi | Surface  | Vainqueur    | Score                   |
| ----- | ------------- | ---------------------- | -------- | ------------ | ----------------------- |
| 1980  | 14-18 janvier | New York               | Moquette | Björn Borg   | 6-4, 6-2, 6-2           |
| 1983  | 10-15 janvier | New York               | Moquette | John McEnroe | 6-3, 6-4, 6-4           |
| 1984  | 8-13 janvier  | New York               | Moquette | John McEnroe | 7-5, 6-0, 6-4           |
| 1988  | 30 nov-5 déc. | New York               | Moquette | Boris Becker | 5-7, 7-6, 3-6, 6-2, 7-6 |

## Autres faits marquants dans sa carrière
Il est le 2e joueur à avoir gagné le plus de matchs au Masters après Roger Federer (6 titres) avec 5 titres et 9 finales consécutives (1980-1988). Aussi, il a le 4e plus long règne de l'ère Open à la première place mondiale de l'ATP (270 semaines) derrière Novak Djokovic (428)  Roger Federer (310), et Pete Sampras (286) . Il fut considéré par les experts comme le meilleur joueur du monde trois années de suite, de 1985 à 1987. Il est aussi le quatrième joueur le plus titré de l'ère Open avec 94 tournois remportés, derrière Jimmy Connors qui en totalise 109, Roger Federer (103) et Novak Djokovic (100).

## Autres résultats dans les grands tournois
- La Quinta (futur Masters d'Indian Wells) : finaliste en 1981 et 1982.
- Key Biscayne : vainqueur en 1986 et 1989; finaliste en 1987.
- Monte-Carlo : vainqueur en 1985 et 1988; finaliste en 1982.
- Rome : vainqueur en 1986 et 1988; demi-finaliste en 1981.
- Hambourg : vainqueur en 1987 et 1989; demi-finaliste en 1980.
- US Pro Boston : vainqueur en 1992, 1993 et 1994.
- Montréal-Toronto : vainqueur en 1980, 1981, 1983, 1987, 1988 et 1989; finaliste en 1982, 1985 et 1992; demi-finaliste en 1979 et 1991.
- Cincinnati : vainqueur en 1982; finaliste en 1992; demi-finaliste en 1983.
- Tournoi de tennis de Wembley : vainqueur en 1984, 1985 et 1987.

### Parcours dans les Grand Prix Championship Series
| Année | Philadelphie (jusqu'en 1986) puis Indian Wells | Las Vegas (jusqu'en 1981) puis Forest Hills (jusqu'en 1985) puis Miami | Monte-Carlo                | Rome                       | Hambourg                 | Canada                  | Stockholm (jusqu'en 1980) puis Cincinnati | Londres (jusqu'en 1983) puis Stockholm | Tokyo (jusqu'en 1988) puis Paris |
| ----- | ---------------------------------------------- | ---------------------------------------------------------------------- | -------------------------- | -------------------------- | ------------------------ | ----------------------- | ----------------------------------------- | -------------------------------------- | -------------------------------- |
| 1980  | -                                              | 1/2 finale H. Solomon                                                  | 2e tour B. Borg            | 1/4 de finale E. Teltscher | 1/2 finale G. Vilas      | Victoire B. Borg        | -                                         | -                                      | 1/2 finale J. Sadri              |
| 1981  | -                                              | Victoire H. Solomon                                                    | -                          | 1/2 finale J. L. Clerc     | -                        | Victoire E. Teltscher   | -                                         | -                                      | -                                |
| 1982  | -                                              | Victoire E. Dibbs                                                      | Finale G. Vilas            | -                          | -                        | Finale V. Gerulaitis    | Victoire S. Denton                        | -                                      | -                                |
| 1983  | Finale J. McEnroe                              | 1/8 de finale H. Leconte                                               | 1er tour S. Glickstein     | -                          | 1/8 de finale B. Taróczy | Victoire A. Järryd      | 1/2 finale M. Wilander                    | -                                      | Victoire S. Davis                |
| 1984  | Finale J. McEnroe                              | Finale J. McEnroe                                                      | 1/4 de finale H. Sundström | -                          | -                        | 2e tour F. González     | -                                         | -                                      | Finale J. Connors                |
| 1985  | -                                              | Victoire J. McEnroe                                                    | Victoire M. Wilander       | -                          | -                        | Finale J. McEnroe       | -                                         | -                                      | Victoire M. Wilander             |
| 1986  | Victoire T. Mayotte                            | Victoire M. Wilander                                                   | -                          | Victoire E. Sánchez        | -                        | 1/8 de finale K. Curren | -                                         | -                                      | 1/2 finale S. Edberg             |
| 1987  | -                                              | Finale M. Mečíř                                                        | -                          | 1/8 de finale J. Nyström   | Victoire M. Mečíř        | Victoire S. Edberg      | -                                         | -                                      | Finale S. Edberg                 |
| 1988  | -                                              | -                                                                      | Victoire M. Jaite          | Victoire G. P.-Roldán      | -                        | Victoire K. Curren      | -                                         | -                                      | -                                |
| 1989  | -                                              | Victoire T. Muster                                                     | -                          | -                          | Victoire H. Skoff        | Victoire J. McEnroe     | -                                         | Victoire M. Gustafsson                 | -                                |

N.B. : sous le résultat se trouve le nom de l’ultime adversaire.

### Parcours dans lesMasters 1000
| Année | Indian Wells | Miami                    | Monte-Carlo               | Hambourg               | Rome                  | Canada                    | Cincinnati                | Stockholm              | Paris                     |
| ----- | ------------ | ------------------------ | ------------------------- | ---------------------- | --------------------- | ------------------------- | ------------------------- | ---------------------- | ------------------------- |
| 1990  | —            | 1/8 de finale E. Sánchez | —                         | —                      | —                     | —                         | —                         | —                      | 1/8 de finale J. Svensson |
| 1991  | —            | —                        | —                         | 2e tour R. Furlan      | —                     | 1/2 finale A. Chesnokov   | 1/8 de finale D. Rostagno | 1/8 de finale P. Korda | —                         |
| 1992  | —            | —                        | —                         | 2e tour O. Camporese   | 2e tour M. Rosset     | Finale A. Agassi          | Finale P. Sampras         | —                      | —                         |
| 1993  | —            | —                        | 1/8 de finale S. Bruguera | 1/4 de finale M. Stich | 1er tour M. Filippini | 1/4 de finale P. Korda    | 2e tour D. Flach          | —                      | 1er tour D. Wheaton       |
| 1994  | —            | 2e tour J. Siemerink     | —                         | 1er tour K. Braasch    | —                     | 1/8 de finale W. Ferreira | 2e tour D. Wheaton        | —                      | —                         |

N.B. : sous le résultat se trouve le nom de l’ultime adversaire.
- À partir du Masters du Canada en 1992, Ivan Lendl a la nationalité américaine.

## Palmarès
(Voir Records de titres au tennis  pour les joueurs les plus titrés de l'histoire)

### Titres en simple ATP: 94
|    | Année | Date              | Nom et lieu du tournoi                                          | Surface      | Finaliste              | Score                   |
| -- | ----- | ----------------- | --------------------------------------------------------------- | ------------ | ---------------------- | ----------------------- |
| 1  | 1980  | 7-13 avril        | Houston River Oaks International (États-Unis)                   | Terre battue | Eddie Dibbs            | 6-1, 6-3                |
| 2  | 1980  | 11-17 août        | Toronto International Canadian Open (Canada)                    | Dur          | Björn Borg             | 4-6, 5-4 ab.            |
| 3  | 1980  | 6-12 octobre      | Barcelone Spanish Open (Espagne)                                | Terre battue | Guillermo Vilas        | 6-4, 5-7, 6-4, 4-6, 6-1 |
| 4  | 1980  | 13-19 octobre     | Bâle Swiss Indoor Championships (Suisse)                        | Moquette     | Björn Borg             | 6-3, 6-2, 5-7, 0-6, 6-4 |
| 5  | 1980  | 20-26 octobre     | Tokyo Outdoor Japan & Asian Open (Japon)                        | Terre battue | Eliot Teltscher        | 3-6, 6-4, 6-0           |
| 6  | 1980  | 3-9 novembre      | Hong Kong Seiko Tennis Classic (Chine)                          | Dur          | Brian Teacher          | 5-7, 7-6, 6-3           |
| 7  | 1980  | 10-16 nov.        | Taipei Cathay Trust Tennis (Taïwan)                             | Moquette     | Brian Teacher          | 6-7, 6-3, 6-3, 7-6      |
| 8  | 1981  | 23-29 mars        | Stuttgart German Indoor Champinships (Allemagne)                | Moquette     | Chris Lewis            | 6-3, 6-0, 6-7, 6-3      |
| 9  | 1981  | 20-26 avril       | Las Vegas Alan King Caesars (États-Unis)                        | Dur          | Harold Solomon         | 6-4, 6-2                |
| 10 | 1981  | 10-16 août        | Montréal International Canadian Open (Canada)                   | Dur          | Eliot Teltscher        | 6-3, 6-2                |
| 11 | 1981  | 28 sep-4 oct.     | Madrid International Championships (Espagne)                    | Terre battue | Pablo Arraya           | 6-3, 6-2, 6-2           |
| 12 | 1981  | 5-11 octobre      | Barcelone Spanish Championships (Espagne)                       | Terre battue | Guillermo Vilas        | 6-0, 6-3, 6-0           |
| 13 | 1981  | 12-18 octobre     | Bâle Swiss Indoor Championships (Suisse)                        | Moquette     | José Luis Clerc        | 6-2, 6-3, 6-0           |
| 14 | 1981  | 19-25 octobre     | Vienne Fischer Grand Prix (Autriche)                            | Moquette     | Brian Gottfried        | 1-6, 6-0, 6-1, 6-2      |
| 15 | 1981  | 26 oct-1er nov.   | Cologne Lacoste Cup (Allemagne)                                 | Moquette     | Sandy Mayer            | 6-3, 6-3                |
| 16 | 1981  | 16-22 nov.        | Buenos Aires South American Open (Argentine)                    | Terre battue | Guillermo Vilas        | 6-1, 6-2                |
| 17 | 1982  | 13-17 janvier     | Masters New York (États-Unis)                                   | Moquette     | Vitas Gerulaitis       | 6-7, 2-6, 7-6, 6-2, 6-4 |
| 18 | 1982  | 26-31 janvier     | Delray Beach/WCT Gold Coast Cup (États-Unis)                    | Terre battue | Peter McNamara         | 6-4, 4-6, 6-4, 7-5      |
| 19 | 1982  | 22-28 février     | Gênes/WCT Bitti Bergamo Memorial(Italie)                        | Moquette     | Vitas Gerulaitis       | 6-7, 6-4, 6-4, 6-3      |
| 20 | 1982  | 8-14 mars         | Munich/WCT Tennis Open (Allemagne)                              | Moquette     | Tomáš Šmíd             | 3-6, 6-3, 6-1, 6-2      |
| 21 | 1982  | 15-21 mars        | Strasbourg/WCT Classic Championships (France)                   | Moquette     | Tim Mayotte            | 6-0, 7-5, 6-1           |
| 22 | 1982  | 29 mars-4 avr.    | Francfort Trevira Cup 82 (Allemagne)                            | Moquette     | Peter McNamara         | 6-2, 6-2                |
| 23 | 1982  | 12-18 avril       | Houston/WCT River Oaks International (États-Unis)               | Terre battue | José Luis Clerc        | 3-6, 7-6, 6-0, 1-4, ab. |
| 24 | 1982  | 20-26 avril       | Dallas Finales /WCT (États-Unis)                                | Moquette     | John McEnroe           | 6-2, 3-6, 6-3, 6-3      |
| 25 | 1982  | 2-9 mai           | Forest Hills/WCT Tournament of Champions (États-Unis)           | Terre battue | Eddie Dibbs            | 6-1, 6-1                |
| 26 | 1982  | 19-26 juillet     | Washington National Bank Classic (États-Unis)                   | Terre battue | Jimmy Arias            | 6-3, 6-3                |
| 27 | 1982  | 26 jui-2 août     | North Conway Volvo International (États-Unis)                   | Terre battue | José Higueras          | 6-3, 6-2                |
| 28 | 1982  | 16-22 août        | Cincinnati ATP Championship (États-Unis)                        | Dur          | Steve Denton           | 6-2, 7-6                |
| 29 | 1982  | 20-26 sep.        | Los Angeles/WCT Inglewood Forum Classic (États-Unis)            | Moquette     | Kevin Curren           | 7-6, 7-5, 6-1           |
| 30 | 1982  | 14-17 octobre     | Naples/WCT Falls Finals (Italie)                                | Moquette     | Wojtek Fibak           | 6-4, 6-2, 6-1           |
| 31 | 1982  | 14-19 déc.        | Hartford/WCT Open (États-Unis)                                  | Moquette     | Bill Scanlon           | 6-2, 6-4, 7-5           |
| 32 | 1983  | 18-23 janvier     | Masters New York (États-Unis)                                   | Moquette     | John McEnroe           | 6-4, 6-4, 6-2           |
| 33 | 1983  | 27-30 janvier     | Détroit/WCT Winter Finals (États-Unis)                          | Moquette     | Guillermo Vilas        | 7-5, 6-2, 2-6, 6-4      |
| 34 | 1983  | 21-27 mars        | Milan Cuore Cup (Italie)                                        | Moquette     | Kevin Curren           | 5-7, 6-3, 7-6           |
| 35 | 1983  | 4-10 avril        | Houston/WCT River Oaks International (États-Unis)               | Terre battue | Paul McNamee           | 6-2, 6-0, 6-3           |
| 36 | 1983  | 12-17 avril       | Hilton Head/WCT Spring Finals (États-Unis)                      | Terre battue | Guillermo Vilas        | 6-2, 6-1, 6-0           |
| 37 | 1983  | 8-14 août         | Montréal International Canadian Open (Canada)                   | Dur          | Anders Järryd          | 6-2, 6-2                |
| 38 | 1983  | 19-25 sep.        | San Francisco Transamerica Open (États-Unis)                    | Moquette     | John McEnroe           | 3-6, 7-6, 6-4           |
| 39 | 1983  | 25-30 octobre     | Tôkyô Indoor Seiko World Super Tennis (Japon)                   | Moquette     | Scott Davis            | 3-6, 6-3, 6-4           |
| 40 | 1984  | 9-15 avril        | Luxembourg Open (Luxembourg)                                    | Moquette     | Tomáš Šmíd             | 6-4, 6-4                |
| 41 | 1984  | 28 mai-10 juin    | Internationaux de France de tennis French Open (France)         | Terre battue | John McEnroe           | 3-6, 2-6, 6-4, 7-5, 7-5 |
| 42 | 1984  | 5-11 novembre     | Tournoi de tennis de Wembley (Londres) Indoor (Angleterre)      | Moquette     | Andrés Gómez           | 7-6, 6-2, 6-1           |
| 43 | 1985  | 25-31 mars        | Fort Myers Paine Webber Classic (États-Unis)                    | Dur          | Jimmy Connors          | 6-3, 6-2                |
| 44 | 1985  | 1-7 avril         | Monte-Carlo Jacomo Open (Monaco)                                | Terre battue | Mats Wilander          | 6-1, 6-3, 4-6, 6-4      |
| 45 | 1985  | 9-14 avril        | Dallas Finales/WCT Buick (États-Unis)                           | Moquette     | Tim Mayotte            | 7-6, 6-4, 6-1           |
| 46 | 1985  | 6-12 mai          | Forest Hills/WCT Tournament of Champions (États-Unis)           | Terre battue | John McEnroe           | 6-3, 6-3                |
| 47 | 1985  | 22-28 juillet     | Indianapolis U.S. Clay Court (États-Unis)                       | Terre battue | Andrés Gómez           | 6-1, 6-3                |
| 48 | 1985  | 27 août-8 sep.    | US Open (Flushing Meadows) (États-Unis)                         | Dur          | John McEnroe           | 7-6, 6-3, 6-4           |
| 49 | 1985  | 9-15 septembre    | Stuttgart Mercedes-Benz Cup (Allemagne)                         | Terre battue | Brad Gilbert           | 6-4, 6-0                |
| 50 | 1985  | 14-20 octobre     | Sydney Australian Indoor (Australie)                            | Dur (int.)   | Henri Leconte          | 6-4, 6-4, 7-6           |
| 51 | 1985  | 21-27 octobre     | Tôkyô Indoor Seiko World Super Tennis (Japon)                   | Moquette     | Mats Wilander          | 6-0, 6-4                |
| 52 | 1985  | 11-17 novembre    | Tournoi de tennis de Wembley (Londres) Indoor (Angleterre)      | Moquette     | Boris Becker           | 6-7, 6-3, 4-6, 6-4, 6-4 |
| 53 | 1986  | 14-19 janvier     | Masters New York (États-Unis)                                   | Moquette     | Boris Becker           | 6-2, 7-6, 6-3           |
| 54 | 1986  | 27 jan-2 fév.     | Philadelphie Ebel U.S. Pro Indoor (États-Unis)                  | Moquette     | Tim Mayotte            | Forfait                 |
| 55 | 1986  | 10-23 février     | Boca West Lipton International (États-Unis)                     | Dur          | Mats Wilander          | 3-6, 6-1, 7-6, 6-4      |
| 56 | 1986  | 10-16 mars        | Milan Fila Trophy (Italie)                                      | Moquette     | Joakim Nyström         | 6-2, 6-2, 6-4           |
| 57 | 1986  | 17-23 mars        | Fort Myers Paine Webber Classic (États-Unis)                    | Dur          | Jimmy Connors          | 6-2, 6-0                |
| 58 | 1986  | 12-18 mai         | Rome Italian Open (Italie)                                      | Terre battue | Emilio Sánchez         | 7-5, 4-6, 6-1, 6-1      |
| 59 | 1986  | 26 mai-8 juin     | Internationaux de France de tennis French Open (France)         | Terre battue | Mikael Pernfors        | 6-3, 6-2, 6-4           |
| 60 | 1986  | 4-10 août         | Stratton Mountain Volvo International (États-Unis)              | Dur          | Boris Becker           | 6-4, 7-6                |
| 61 | 1986  | 26 août-7 sep.    | US Open (Flushing Meadows) (États-Unis)                         | Dur          | Miloslav Mečíř         | 6-4, 6-2, 6-0           |
| 62 | 1986  | 3-8 décembre      | Masters New York (États-Unis)                                   | Moquette     | Boris Becker           | 6-4, 6-4, 6-4           |
| 63 | 1987  | 27 avril-3 mai    | Hambourg Ebel German Open (Allemagne)                           | Terre battue | Miloslav Mečíř         | 6-1, 6-3, 6-3           |
| 64 | 1987  | 25 mai-7 juin     | Internationaux de France de tennis French Open (France)         | Terre battue | Mats Wilander          | 7-5, 6-2, 3-6, 7-6      |
| 65 | 1987  | 27 juillet-2 août | Washington Sovran Bank National (États-Unis)                    | Dur          | Brad Gilbert           | 6-1, 6-0                |
| 66 | 1987  | 10-16 août        | Montréal International Canadian Open (Canada)                   | Dur          | Stefan Edberg          | 6-4, 7-6                |
| 67 | 1987  | 1-14 sep.         | US Open (Flushing Meadows) (États-Unis)                         | Dur          | Mats Wilander          | 6-7, 6-0, 7-6, 6-4      |
| 68 | 1987  | 12-18 octobre     | Sydney Swan Premium Indoor (Australie)                          | Dur (int.)   | Pat Cash               | 6-4, 6-2, 6-4           |
| 69 | 1987  | 10-15 novembre    | Tournoi de tennis de Wembley (Londres) Indoor (Angleterre)      | Moquette     | Anders Järryd          | 6-3, 6-2, 7-5           |
| 70 | 1987  | 2-7 décembre      | Masters New York (États-Unis)                                   | Moquette     | Mats Wilander          | 6-2, 6-2, 6-3           |
| 71 | 1988  | 18-24 avril       | Monte-Carlo Volvo Open (Monaco)                                 | Terre battue | Martín Jaite           | 5-7, 6-4, 7-5, 6-3      |
| 72 | 1988  | 9-15 mai          | Rome Italian Open (Italie)                                      | Terre battue | Guillermo Pérez Roldán | 2-6, 6-4, 6-2, 4-6, 6-4 |
| 73 | 1988  | 8-14 août         | Toronto International Canadian Open (Canada)                    | Dur          | Kevin Curren           | 7-6, 6-2                |
| 74 | 1989  | 16-29 janvier     | Open d'Australie (Melbourne) (Australie)                        | Dur          | Miloslav Mečíř         | 6-2, 6-2, 6-2           |
| 75 | 1989  | 6-12 mars         | Scottsdale Eagle Classic (États-Unis)                           | Dur          | Stefan Edberg          | 6-2, 6-3                |
| 76 | 1989  | 20 mars-2 avril   | Key Biscayne Lipton International (États-Unis)                  | Dur          | Thomas Muster          | Forfait                 |
| 77 | 1989  | 1-8 mai           | Forest Hills Tournament of Champions (États-Unis)               | Terre battue | Jaime Yzaga            | 6-2, 6-1                |
| 78 | 1989  | 8-14 mai          | Hambourg Ebel German Open (Allemagne)                           | Terre battue | Horst Skoff            | 6-4, 6-1, 6-3           |
| 79 | 1989  | 12-18 juin        | Tournoi de tennis du Queen's (Londres) Grass Court (Angleterre) | Gazon        | Christo van Rensburg   | 4-6, 6-3, 6-4           |
| 80 | 1989  | 14-20 août        | Montréal International Canadian Open (Canada)                   | Dur          | John McEnroe           | 6-1, 6-3                |
| 81 | 1989  | 25 sep-1er oct.   | Bordeaux Grand Prix Passing Shot (France)                       | Terre battue | Emilio Sánchez         | 6-2, 6-2                |
| 82 | 1989  | 9-15 octobre      | Sydney Australian Indoor (Australie)                            | Dur (int.)   | Lars-Anders Wahlgren   | 6-2, 6-2, 6-1           |
| 83 | 1989  | 6-12 novembre     | Stockholm Open (Suède)                                          | Moquette     | Magnus Gustafsson      | 7-5, 6-0, 6-3           |
| 84 | 1990  | 15-26 janvier     | Open d'Australie (Melbourne) (Australie)                        | Dur          | Stefan Edberg          | 4-6, 7-6, 5-2, ab.      |
| 85 | 1990  | 5-11 février      | Milan Stella Artois Indoor (Italie)                             | Moquette     | Tim Mayotte            | 6-3, 6-2                |
| 86 | 1990  | 12-18 février     | Toronto Indoor Sky Dome World Tennis (Canada)                   | Moquette     | Tim Mayotte            | 6-3, 6-0                |
| 87 | 1990  | 11-17 juin        | Tournoi de tennis du Queen's (Londres) Grass Court (Angleterre) | Gazon        | Boris Becker           | 6-3, 6-2                |
| 88 | 1990  | 8-14 octobre      | Tôkyô Indoor Seiko World Super Tennis (Japon)                   | Moquette     | Boris Becker           | 4-6, 6-3, 7-6           |
| 89 | 1991  | 11-17 février     | Philadelphie U.S. Pro Indoor (États-Unis)                       | Moquette     | Pete Sampras           | 5-7, 6-4, 6-4, 3-6, 6-3 |
| 90 | 1991  | 18-24 février     | Memphis Volvo Tennis Indoor (États-Unis)                        | Dur (int.)   | Michael Stich          | 7-5, 6-3                |
| 91 | 1991  | 19-25 août        | Long Island Norstar Bank Cup (États-Unis)                       | Dur          | Stefan Edberg          | 6-3, 6-2                |
| 92 | 1992  | 12-18 octobre     | Tokyo Indoor Seiko World Super Tennis (Japon)                   | Moquette     | Henrik Holm            | 7-6, 6-4                |
| 93 | 1993  | 26 avril-2 mai    | Munich BMW Open (Allemagne)                                     | Terre battue | Michael Stich          | 7-6, 6-3                |
| 94 | 1993  | 11-17 octobre     | Tôkyô Indoor Seiko World Super Tennis (Japon)                   | Moquette     | Todd Martin            | 6-4, 6-4                |

### Titres en simple non recensés par l'ATP: 53
Tournois de 8 joueurs ou plus37
|    | Année | Date                 | Nom et lieu du tournoi                                            | Surface      | Finaliste          | Score                   |
| -- | ----- | -------------------- | ----------------------------------------------------------------- | ------------ | ------------------ | ----------------------- |
| 1  | 1980  | 10-14 septembre      | São Paulo Brazil Invitational Cup (Brésil)                        | Terre battue | Gene Mayer         | 6-3, 7-5                |
| 2  | 1981  | 25-27 février        | Gênes Bitti Bergamo Memorial (Italie)                             | Moquette     | Johan Kriek        | 6-2, 6-2                |
| 3  | 1981  | 26-30 août           | White Plains AMF Head Cup (États-Unis)                            | Dur          | Ilie Năstase       | Forfait                 |
| 4  | 1981  | 23-29 novembre       | Milan Master Brooklyn Chewing Gum (Italie)                        | Moquette     | John McEnroe       | 6-4, 2-6, 6-4           |
| 5  | 1982  | 4-7 février          | Toronto Molson Light Challenge (Canada)                           | Moquette     | John McEnroe       | 7-5, 3-6, 7-6, 7-5      |
| 6  | 1982  | 19-24 octobre        | Melbourne Mazda Super Challenge (Australie)                       | Moquette     | Vitas Gerulaitis   | 6-2, 6-2, 7-5           |
| 7  | 1982  | 1-5 décembre         | Anvers European Community Championships (Belgique)                | Moquette     | John McEnroe       | 3-6, 7-6, 6-3, 6-3      |
| 8  | 1983  | 10-16 janvier        | Rosemont Lite Challenge of Champions (États-Unis)                 | Moquette     | Jimmy Connors      | 4-6, 6-4, 7-5, 6-4      |
| 9  | 1984  | 30 janvier-5 février | Toronto Molson Light Challenge (Canada)                           | Moquette     | Yannick Noah       | 6-0, 6-2, 6-4           |
| 10 | 1984  | 20-26 août           | Jericho (New York) Norstar Bank Hamlet Challenge Cup (États-Unis) | Dur          | Andrés Gómez       | 6-2, 6-4                |
| 11 | 1984  | 12-18 novembre       | Anvers European Community Championships (Belgique)                | Moquette     | Anders Järryd      | 6-2, 6-1, 6-2           |
| 12 | 1985  | 19-25 août           | Jericho (New York) Norstar Bank Hamlet Challenge Cup (États-Unis) | Dur          | Jimmy Connors      | 6-1, 6-3                |
| 13 | 1985  | 28 oct-3 nov.        | Anvers European Community Championships (Belgique)                | Moquette     | John McEnroe       | 1-6, 7-6, 6-2, 6-2      |
| 14 | 1986  | 6-12 janvier         | Atlanta AT&T Challenge of Champions (États-Unis)                  | Moquette     | Jimmy Connors      | 6-2, 6-3                |
| 15 | 1986  | 28 avril-4 mai       | Ede Audi Invitational Tournament (Pays-Bas)                       | Terre battue | Stefan Edberg      | 7-6, 6-3                |
| 16 | 1986  | 19-24 août           | Jericho (New York) Norstar Bank Hamlet Challenge Cup (États-Unis) | Dur          | John McEnroe       | 6-2, 6-4                |
| 17 | 1987  | 7-10 mai             | Ede Audi Invitational Tournament (Pays-Bas)                       | Terre battue | Paolo Canè         | 7-6, 6-3                |
| 18 | 1987  | 22-26 juillet        | Stowe Head Classic (États-Unis)                                   | Dur          | Jimmy Arias        | 6-3, 6-3                |
| 19 | 1987  | 27 oct-1er nov.      | Anvers European Community Championships(Belgique)                 | Moquette     | Miloslav Mečíř     | 5-7, 6-1, 6-4, 6-3      |
| 20 | 1988  | 7-10 janvier         | Gold Coast Sanctuary Cove Classic (Australie)                     | Dur          | Wally Masur        | 6-7, 7-6, 6-4           |
| 21 | 1988  | 28 avril-1er mai     | Atlanta AT&T Challenge of Champions (États-Unis)                  | Terre battue | Stefan Edberg      | 2-6, 6-1, 6-3           |
| 22 | 1989  | 28 déc-1er jan.      | Newcastle N.S.W. Invitational (Australie)                         | Dur          | Carl-Uwe Steeb     | 6-3, 7-6                |
| 23 | 1989  | 6-12 février         | Chicago Volvo Tennis (États-Unis)                                 | Moquette     | Brad Gilbert       | 6-2, 7-6                |
| 24 | 1989  | 21-27 août           | Jericho (New York) Norstar Bank Hamlet Challenge Cup (États-Unis) | Dur          | Mikael Pernfors    | 4-6, 6-2, 6-4           |
| 25 | 1989  | 2-7 octobre          | Stuttgart Eurocard Classic (Allemagne)                            | Moquette     | Miloslav Mečíř     | 6-3, 4-6, 4-6, 6-1, 6-4 |
| 26 | 1989  | 19-22 octobre        | Essen Germany Invitational (Allemagne)                            | Moquette     | Miloslav Mečíř     | 6-4, 6-2                |
| 27 | 1989  | 23-29 octobre        | Anvers European Community Championships (Belgique)                | Moquette     | Miloslav Mečíř     | 6-2, 6-2, 1-6, 6-4      |
| 28 | 1990  | 4-10 juin            | Beckenham Kent Grass Court Championships (Angleterre)             | Gazon        | Darren Cahill      | 6-3, 7-5                |
| 29 | 1990  | 20-26 août           | Forest Hills Tournament of Champions (États-Unis)                 | Dur          | Aaron Krickstein   | 6-4, 6-7, 6-3           |
| 30 | 1990  | 17-21 octobre        | Hong Kong Marlboro Championships (Chine)                          | Moquette     | Michael Chang      | 1-6, 6-2, 6-1, 6-2      |
| 31 | 1990  | 12 novembre (1 jour) | Milan First Inaugural Shootout (Italie)                           | Moquette     | Jonas Svensson     | 7-5, 5-7, 7-4           |
| 32 | 1991  | 3-9 juin             | Beckenham Kent Grass Court Championships (Angleterre)             | Gazon        | Pat Cash           | 3-6, 7-6, 7-6           |
| 33 | 1991  | 16-20 octobre        | Hong Kong Marlboro Championships (Chine)                          | Moquette     | David Wheaton      | 6-3, 7-5, 6-1           |
| 34 | 1992  | 27 juillet-2 août    | US Pro Championships Chestnut Hill (États-Unis)                   | Dur          | Richey Reneberg    | 6-3, 6-3                |
| 35 | 1992  | 19-25 octobre        | Hong Kong Marlboro Championships (Chine)                          | Moquette     | Michael Chang      | 6-3, 4-6, 6-4, 6-4      |
| 36 | 1993  | 13-18 juillet        | US Pro Championships Chestnut Hill (États-Unis)                   | Dur          | Todd Martin        | 5-7, 6-3, 7-6           |
| 37 | 1994  | 12-17 juillet        | US Pro Championships Chestnut Hill (États-Unis)                   | Dur          | MaliVai Washington | 7-5, 7-6                |

Tournois sur invitation à 4 ou *6 joueurs16
|    | Année | Date           | Nom et lieu du tournoi                                       | Surface      | Finaliste        | Score                     |
| -- | ----- | -------------- | ------------------------------------------------------------ | ------------ | ---------------- | ------------------------- |
| 1  | 1981  | 4-5 novembre   | Calcutta Indian Classic Cup (Inde)                           | Dur          | John Alexander   | 6-4, 6-2                  |
| 2  | 1981  | 7-8 novembre   | Jakarta Indonesian Grand Prix Tennis (Indonésie)             | Dur          | Wojtek Fibak     | 6-1, 6-7, 7-6             |
| 3  | 1984  | 20-21 janvier  | San Juan Governor's Cup (Porto Rico)                         | ?            | Gene Mayer       | 6-3, 6-2                  |
| 4  | 1984  | 7-8 avril      | Tokyo Suntory Cup (Japon)                                    | Moquette     | John McEnroe     | 6-4, 3-6, 6-2             |
| 5  | 1985  | 20-21 avril    | Tokyo Suntory Cup (Japon)                                    | Moquette     | John McEnroe     | 6-4, 6-2                  |
| 6  | 1985  | 8-9 octobre    | East Rutherford Meadowlands Challenge (États-Unis)           | Dur          | John McEnroe     | 7-5, 6-3                  |
| 7  | 1985  | 21-23 novembre | Canberra Rio International Challenge (Australie)             | Moquette     | Tim Mayotte      | 6-4, 6-4                  |
| 8  | 1987  | 5-6 mai        | Barcelone Royal Polo Club (Espagne)                          | Terre battue | John McEnroe     | 6-2, 3-6, 6-2             |
| 9  | 1987  | 25-29 novembre | West Palm Beach Stakes Matches (États-Unis)                  | Dur          | Pat Cash         | 11-21, 21-18, 21-7, 22-20 |
| 10 | 1988  | 21-24 juillet  | * Monterey Hartmarx Racquet Club Apparel Tennis (États-Unis) | Dur          | Kevin Curren     | 6-4, 7-6                  |
| 11 | 1989  | 27-28 mai      | Marseille Charity Matchs Invitational (France)               | Terre battue | Andre Agassi     | 6-3, 6-3                  |
| 12 | 1989  | 24-25 octobre  | Bologne All Star Tennis Classic (Italie)                     | Moquette     | John McEnroe     | 6-4, 7-5                  |
| 13 | 1990  | 10-11 nov.     | Rome Big Four Tennis Tournament (Italie)                     | Moquette     | Stefan Edberg    | 5-7, 7-6, 7-6             |
| 14 | 1990  | 3-5 décembre   | * Bolzano South Tyrol Invitational (Italie)                  | Moquette     | Goran Ivanišević | 6-2, 7-6                  |
| 15 | 1990  | 8-9 décembre   | Zurich Swiss Invitational Tennis Cup (Suisse)                | Moquette     | Pete Sampras     | 3-6, 7-6, 6-4             |
| 16 | 1991  | 3-6 janvier    | * Salamander Bay Roche Racquet Classic (Australie)           | Dur          | Carl-Uwe Steeb   | 6-4, 6-2                  |

### Finales perdues en simple ATP: 50
|    | Année | Date                 | Nom et lieu du tournoi                                  | Surface      | Vainqueur        | Score               |
| -- | ----- | -------------------- | ------------------------------------------------------- | ------------ | ---------------- | ------------------- |
| 1  | 1979  | 11-17 juin           | Bruxelles Belgian Championships (Belgique)              | Terre battue | Balázs Taróczy   | 6-1 1-6 6-3         |
| 2  | 1980  | 3-9 mars             | Washington Indoor Volvo Classic (États-Unis)            | Moquette     | Victor Amaya     | 6-7 6-4 7-5         |
| 3  | 1980  | 21-27 juillet        | Kitzbühel Head Cup (Autriche)                           | Terre battue | Guillermo Vilas  | 6-3 6-2 6-2         |
| 4  | 1981  | 14-18 janvier        | Masters New York (États-Unis)                           | Moquette     | Björn Borg       | 6-4 6-2 6-2         |
| 5  | 1981  | 2-8 février          | Richmond United Virginia Bank (États-Unis)              | Moquette     | Yannick Noah     | 6-1 3-1 ab.         |
| 6  | 1981  | 16-22 février        | La Quinta Grand Marnier ATP (États-Unis)                | Dur          | Jimmy Connors    | 6-3 7-6             |
| 7  | 1981  | 25 mai-7 juin        | Internationaux de France de tennis French Open (France) | Terre battue | Björn Borg       | 6-1 4-6 6-2 3-6 6-1 |
| 8  | 1981  | 13-19 juillet        | Stuttgart Outdoor Mercedes-Benz Cup (Allemagne)         | Terre battue | Björn Borg       | 1-6 7-6 6-2 6-4     |
| 9  | 1981  | 3-9 août             | Indianapolis U.S. Clay Court (États-Unis)               | Terre battue | José Luis Clerc  | 4-6 6-4 6-2         |
| 10 | 1982  | 15-21 février        | La Quinta Congoleum Classic (États-Unis)                | Dur          | Yannick Noah     | 6-3 2-6 7-5         |
| 11 | 1982  | 5-11 avril           | Monte Carlo Open (Monaco)                               | Terre battue | Guillermo Vilas  | 6-1 7-6 6-3         |
| 12 | 1982  | 26 avril-2 mai       | Madrid Trofeo Gillette (Espagne)                        | Terre battue | Guillermo Vilas  | 6-7 4-6 6-0 6-3 6-3 |
| 13 | 1982  | 9-15 août            | Toronto International Canadian Open (Canada)            | Dur          | Vitas Gerulaitis | 4-6 6-1 6-3         |
| 14 | 1982  | 31 août-12 sep.      | US Open (Flushing Meadows) (États-Unis)                 | Dur          | Jimmy Connors    | 6-3 6-2 4-6 6-4     |
| 15 | 1983  | 31 janvier-6 février | Philadelphie U.S. Pro Indoor (États-Unis)               | Moquette     | John McEnroe     | 4-6 7-6 6-4 6-3     |
| 16 | 1983  | 7-13 mars            | Bruxelles Belgian Indoor Open (Belgique)                | Moquette     | Peter McNamara   | 6-4 4-6 7-6         |
| 17 | 1983  | 26 avril-1er mai     | Dallas Finales/WCT (États-Unis)                         | Moquette     | John McEnroe     | 6-2 4-6 6-3 6-7 7-6 |
| 18 | 1983  | 30 août-11 sep.      | US Open (Flushing Meadows) (États-Unis)                 | Dur          | Jimmy Connors    | 6-3 6-7 7-5 6-0     |
| 19 | 1983  | 29 nov-11 déc.       | Melbourne Marlboro Open d'Australie (Australie)         | Gazon        | Mats Wilander    | 6-1 6-4 6-4         |
| 20 | 1984  | 10-15 janvier        | Masters New York (États-Unis)                           | Moquette     | John McEnroe     | 6-3 6-4 6-4         |
| 21 | 1984  | 23-29 janvier        | Philadelphie U.S. Pro Indoor (États-Unis)               | Moquette     | John McEnroe     | 6-3 3-6 6-3 7-6     |
| 22 | 1984  | 5-11 mars            | Bruxelles Belgian Indoor Open (Belgique)                | Moquette     | John McEnroe     | 6-1 6-3             |
| 23 | 1984  | 6-13 mai             | Forest Hills/WCT T.O.C. (États-Unis)                    | Terre battue | John McEnroe     | 6-4 6-2             |
| 24 | 1984  | 28 août-9 sep.       | US Open (Flushing Meadows) (États-Unis)                 | Dur          | John McEnroe     | 6-3 6-4 6-1         |
| 25 | 1984  | 8-14 octobre         | Sydney Australian Indoor Championships (Australie)      | Dur (int.)   | Anders Järryd    | 6-3 6-2 6-4         |
| 26 | 1984  | 15-21 octobre        | Tôkyô Indoor Seiko World Super Tennis (Japon)           | Moquette     | Jimmy Connors    | 6-4 3-6 6-0         |
| 27 | 1985  | 8-13 janvier         | Masters New York (États-Unis)                           | Moquette     | John McEnroe     | 7-5 6-0 6-4         |
| 28 | 1985  | 27 mai-9 juin        | Internationaux de France de tennis French Open (France) | Terre battue | Mats Wilander    | 3-6 6-4 6-2 6-2     |
| 29 | 1985  | 5-11 août            | Stratton Mountain Volvo Open (États-Unis)               | Dur          | John McEnroe     | 7-6 6-2             |
| 30 | 1985  | 12-18 août           | Montréal International Canadian Open (Canada)           | Dur          | John McEnroe     | 7-5 6-3             |
| 31 | 1986  | 24-30 mars           | Chicago Volvo/Chicago (États-Unis)                      | Moquette     | Boris Becker     | 7-6 6-3             |
| 32 | 1986  | 23 juin-6 juillet    | Wimbledon (Angleterre)                                  | Gazon        | Boris Becker     | 6-4 6-3 7-5         |
| 33 | 1986  | 13-19 octobre        | Sydney Swan Premium Indoor Open (Australie)             | Dur (int.)   | Boris Becker     | 3-6 7-6 6-2 6-0     |
| 34 | 1987  | 23 février-8 mars    | Key Biscayne Lipton International (États-Unis)          | Dur          | Miloslav Mečíř   | 7-5 6-2 7-5         |
| 35 | 1987  | 22 juin-5 juillet    | Wimbledon (Angleterre)                                  | Gazon        | Pat Cash         | 7-6 6-2 7-5         |
| 36 | 1987  | 20-25 octobre        | Tôkyô Indoor Seiko World Super Tennis (Japon)           | Moquette     | Stefan Edberg    | 6-7 6-4 6-4         |
| 37 | 1988  | 29 août-11 sep.      | US Open (Flushing Meadow) (États-Unis)                  | Dur          | Mats Wilander    | 6-4 4-6 6-3 5-7 6-4 |
| 38 | 1988  | 30 nov-5 déc.        | Masters New York (États-Unis)                           | Moquette     | Boris Becker     | 5-7 7-6 3-6 6-2 7-6 |
| 39 | 1989  | 17-23 avril          | Tôkyô Outdoor Suntory Japan Open (Japon)                | Dur          | Stefan Edberg    | 6-3 2-6 6-4         |
| 40 | 1989  | 28 août-10 sep.      | US Open (Flushing Meadows) (États-Unis)                 | Dur          | Boris Becker     | 7-6 1-6 6-3 7-6     |
| 41 | 1990  | 19-25 février        | Stuttgart Indoor Stuttgart Classics (Allemagne)         | Moquette     | Boris Becker     | 6-2 6-2             |
| 42 | 1991  | 14-27 janvier        | Melbourne Ford Open d'Australie (Australie)             | Dur          | Boris Becker     | 1-6 6-4 6-4 6-4     |
| 43 | 1991  | 25 février-3 mars    | Rotterdam ABN AMRO World Tennis (Pays-Bas)              | Moquette     | Omar Camporese   | 3-6 7-6 7-6         |
| 44 | 1991  | 8-14 avril           | Tôkyô Outdoor Suntory Japan Open (Japon)                | Dur          | Stefan Edberg    | 6-1 7-5 6-0         |
| 45 | 1992  | 19-25 juillet        | Toronto International Canadian Open (Canada)            | Dur          | Andre Agassi     | 3-6 6-2 6-0         |
| 46 | 1992  | 10-16 août           | Cincinnati Thriftway ATP (États-Unis)                   | Dur          | Pete Sampras     | 6-3 3-6 6-3         |
| 47 | 1992  | 24-30 août           | Long Island Norstar Bank Cup (États-Unis)               | Dur          | Petr Korda       | 6-2 6-2             |
| 48 | 1993  | 15-21 février        | Philadelphie U.S. Pro Indoor (États-Unis)               | Dur (int.)   | Mark Woodforde   | 5-4 ab.             |
| 49 | 1993  | 12-18 avril          | Nice Philips Open (France)                              | Terre battue | Marc Goellner    | 1-6 6-4 6-2         |
| 50 | 1994  | 10-15 janvier        | Sydney Outdoor N.S.W. Open (Australie)                  | Dur          | Pete Sampras     | 7-6 6-4             |

### Finales en simple non terminées ou annulées: 2
- (cette finale n'est pas recensée par le site web de l'ATP mais figure dans le guide de l'ATP.)

|   | Année | Date       | Nom et lieu du tournoi                             | Surface  | Adversaire    | Score   |
| - | ----- | ---------- | -------------------------------------------------- | -------- | ------------- | ------- |
| 1 | 1984  | 12-18 mars | Rotterdam ABN World Tennis (Pays-Bas)              | Moquette | Jimmy Connors | 6-0 1-0 |
| 2 | 1987  | 3-9 août   | Stratton Mountain Volvo International (États-Unis) | Dur      | John McEnroe  | 7-6 1-4 |

### Finales perdues en simple non recensées par l'ATP: 10
|    | Année | Date           | Nom et lieu du tournoi                                    | Surface      | Vainqueur     | Score       |
| -- | ----- | -------------- | --------------------------------------------------------- | ------------ | ------------- | ----------- |
| 1  | 1981  | 7-8 avril      | Rome Invitational (Italie)                                | Moquette     | John McEnroe  | 7-6 6-4     |
| 2  | 1982  | 5-7 novembre   | Sydney Akaï Gold Challenge (Australie)                    | Moquette     | Björn Borg    | 6-1 6-4 6-2 |
| 3  | 1983  | 8-10 juillet   | Sun City Bophuthatswana Tennis Challenge (Afrique du Sud) | Dur          | Jimmy Connors | 7-5 7-6     |
| 4  | 1983  | 13-18 décembre | North Miami Beach Nastase Hamptons (États-Unis)           | Dur          | Jimmy Connors | 6-3 7-6 6-1 |
| 5  | 1984  | 22-25 novembre | Canberra Rio Tennis Challenge (Australie)                 | Moquette     | Mats Wilander | 7-5 7-6     |
| 6  | 1985  | 15-16 avril    | Inglewood Tennis Challenge Series (États-Unis)            | Moquette     | John McEnroe  | 6-4 7-6     |
| 7  | 1988  | 9-11 décembre  | Inglewood Michelin Challenge (États-Unis)                 | Moquette     | John McEnroe  | 7-5 6-2     |
| 8  | 1989  | 29-30 juillet  | Yokohama All Nippons Airways Cup (Japon)                  | ?            | Andre Agassi  | 7-6 6-4     |
| 9  | 1990  | 20-23 sep.     | Irving Texas Shoot-Out (États-Unis)                       | ?            | Pete Sampras  | 6-3 6-3     |
| 10 | 1994  | 20-22 mai      | Rouen Invitational (France)                               | Terre battue | Jacco Eltingh | 6-2 5-7 6-2 |

### Titres en double: 6
| No | Date       | Nom et lieu du tournoi             | Catégorie  | Dotation  | Surface         | Partenaire     | Finalistes                    | Score         |  |
| -- | ---------- | ---------------------------------- | ---------- | --------- | --------------- | -------------- | ----------------------------- | ------------- |  |
| 1  | 18-06-1979 | Tournoi de tennis de Berlin Berlin |            | 50 000 $  | Terre (ext.)    | Carlos Kirmayr | Jorge Andrew Stanislav Birner | 6-2, 6-1      |  |
| 2  | 06-10-1980 | Trofeo Conde de Godó Barcelone     |            | 175 000 $ | Terre (ext.)    | Steve Denton   | Pavel Složil Balázs Taróczy   | 6-2, 6-7, 6-3 |  |
| 3  | 05-11-1984 | Benson & Hedges Tournament Wembley | Grand Prix | 250 000 $ | Moquette (int.) | Andrés Gómez   | Pavel Složil Tomáš Šmíd       | 6-2, 6-2      |  |
| 4  | 09-09-1985 | MercedesCup Stuttgart              |            | 100 000 $ | Terre (ext.)    | Tomáš Šmíd     | Andy Kohlberg João Soares     | 3-6, 6-4, 6-2 |  |
| 5  | 17-03-1986 | Paine Webber Classic Fort Myers    |            | 250 000 $ | Dur (ext.)      | Andrés Gómez   | Peter Doohan Paul McNamee     | 7-5, 6-4      |  |
| 6  | 29-12-1986 | South Australian Open Adélaïde     |            | 89 400 $  | Gazon (ext.)    | Bill Scanlon   | Peter Doohan Laurie Warder    | 6-7, 6-3, 6-4 |  |

### Finales perdues en double: 10
| No | Date       | Nom et lieu du tournoi                        | Catégorie           | Dotation  | Surface         | Vainqueurs                       | Partenaire           | Score         |          |
| -- | ---------- | --------------------------------------------- | ------------------- | --------- | --------------- | -------------------------------- | -------------------- | ------------- | -------- |
| 1  | 14-05-1979 | Tournoi de tennis de Florence Florence        |                     | 50 000 $  | Terre (ext.)    | Paolo Bertolucci Adriano Panatta | Pavel Složil         | 6-4, 6-3      |          |
| 2  | 04-08-1980 | US Men's Clay Court Championship Indianapolis |                     | 200 000 $ | Terre (ext.)    | Kevin Curren Steve Denton        | Wojtek Fibak         | 3-6, 7-6, 6-4 |          |
| 3  | 18-08-1980 | Tournoi de tennis de Cincinnati Cincinnati    | GP World Series     | 200 000 $ | Dur (ext.)      | Bruce Manson Brian Teacher       | Wojtek Fibak         | 6-7, 7-5, 6-4 |          |
| 4  | 19-09-1983 | Transamerica Open San Francisco               |                     | 200 000 $ | Moquette (int.) | Peter Fleming John McEnroe       | Vincent Van Patten   | 6-1, 6-2      |          |
| 5  | 20-10-1986 | Seiko Super Tennis Tokyo                      |                     | 300 000 $ | Moquette (int.) | Mike De Palmer Gary Donnelly     | Andrés Gómez         | 6-3, 7-5      |          |
| 6  | 18-04-1988 | Monte-Carlo Open Monte-Carlo                  | Championship Series | 375 000 $ | Terre (ext.)    | Sergio Casal Emilio Sánchez      | Henri Leconte        | 6-1, 6-3      |          |
| 7  | 11-06-1990 | The Stella Artois Championships Londres       | World Series        | 450 000 $ | Gazon (ext.)    | Jeremy Bates Kevin Curren        | Henri Leconte        | 6-2, 7-6      |          |
| 8  | 01-10-1990 | Australian Indoor Tennis Championship Sydney  | Championship Series | 750 000 $ | Dur (int.)      | Broderick Dyke Peter Lundgren    | Stefan Edberg        | 6-2, 6-4      |          |
| 9  | 06-04-1992 | Trofeo Conde de Godó Barcelone                | Championship Series | 660 000 $ | Terre (ext.)    | Andrés Gómez Javier Sánchez      | Karel Nováček        | 6-4, 6-4      |          |
| 10 | 01-02-1993 | Marseilles Open Marseille                     | World Series        | 500 000 $ | Moquette (int.) | Arnaud Boetsch Olivier Delaitre  | Christo van Rensburg | 6-3, 7-6      | Parcours |

## Sources pour cette section
- John Barrett, éditeur, World of Tennis Yearbooks, London, de 1976 à 1983.
- Michel Sutter, Vainqueurs Winners 1946-2003, Paris, 2003. Sutter a, dans un premier temps, essayé de recenser tous les tournois internationaux de 1946 à l'automne 1991. Pour chaque tournoi il a indiqué la ville, la date de la finale, le vainqueur, le finaliste et le score de la finale. Un tournoi est inclus dans sa liste si : (1) le tableau comprend au moins huit joueurs (à quelques exceptions près comme les tournois Pepsi Grand Slam de la seconde moitié des années 1970; et (2) le niveau du tournoi fut au moins égal à celui des tournois challenger de maintenant. Le livre de Sutter est probablement la source la plus exhaustive de tournois depuis la Seconde Guerre mondiale, même si quelques tournois professionnels de la période précédent l'ère Open ne sont pas enregistrés. Par la suite Sutter a publié une deuxième édition, avec pour seules indications les joueurs, leurs victoires et les années correspondantes, sur la période 1946 - 27 avril 2003.

## Classement
| Année | 1978 | 1979 | 1980 | 1981 | 1982 | 1983 | 1984 | 1985 | 1986 | 1987 | 1988 | 1989 | 1990 | 1991 | 1992 | 1993 | 1994 |
| Rang  | 74   | 20   | 6    | 2    | 3    | 2    | 3    | 1    | 1    | 1    | 2    | 1    | 3    | 5    | 8    | 19   | 54   |

Source : (en) Classements de Ivan Lendl sur le site officiel de la Fédération internationale de tennis